# Mokrzec (Mazovie)
Pour les articles homonymes, voir Mokrzec.
Mokrzec (prononciation : [ˈmɔkʂɛt͡s]) est un village polonais de la gmina de Potworów dans le powiat de Przysucha de la voïvodie de Mazovie dans le centre-est de la Pologne.
Il se situe à environ 4 kilomètres au sud-est de Potworów (siège de la gmina), 19 kilomètres au nord-est de Przysucha (siège du powiat) et à 82 kilomètres au sud de Varsovie (capitale de la Pologne).

## Histoire
De 1975 à 1998, le village appartenait administrativement à la voïvodie de Radom.